# Хурґам (дегестан)
Хурґам (перс. خورگام) — дегестан в Ірані, у бахші Хурґам, в шагрестані Рудбар остану Ґілян. За даними перепису 2006 року, його населення становило 5715 осіб, які проживали у складі 1672 сімей.

## Населені пункти
До складу дегестану входять такі населені пункти:
- Асія-Барак
- Ґаланкаш
- Ґарзане-Чак
- Ґерд-Віше
- Ґупол
- Донбальдег
- Дусальдег
- Еспагабдан
- Есталх-Кух
- Караф-Чал
- Кошкош
- Куше-Ляне
- Маґас-Хані
- Наве
- Наш
- Новдег
- Нур-аль-Араш
- Пас-Талькух
- Поште-Колях
- Сайкальдег
- Санґ-Сарак
- Се-Пастанак
- Сібон
- Сіях-Дештбон
- Талакух
- Тіє
- Чегеш
- Челвансара
- Чічал
- Шах-е-Шагідан